# Данской, Григорий Геннадьевич
Григо́рий Данско́й (Григо́рий Генна́дьевич Попо́в, род. 30 августа 1971, Чусовой) — российский поэт, автор и исполнитель песен на свои стихи.

## Биография

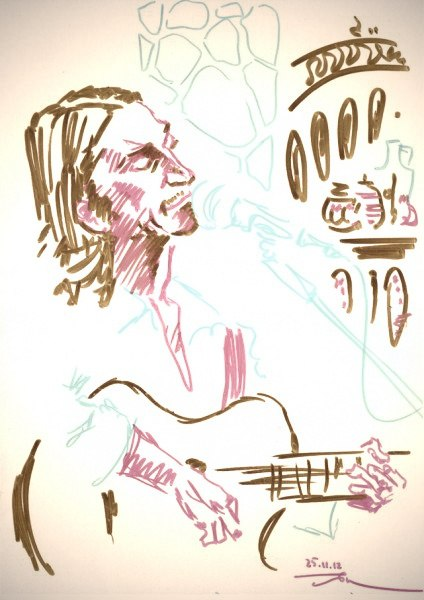
Григорий Данской. Рисунок Сергея Ивкина.

Окончил филологический факультет Пермского государственного университета (1998), член Союза писателей (с 1998). Играет на шестиструнной гитаре. Состоял в пермских группах «Рождество» (1989—1990) и «Пятый корпус», выступал с Ксенией Полтевой. Лауреат ряда фестивалей авторской песни, в том числе: Всероссийский фестиваль АП «Московские окна» (1997) и Международный фестиваль АП «Петербургский аккорд» (2004). Победитель конкурса «Гамбургский счёт среди бардов» (Казань, «Айша-2003»). Участник «Всемирного слёта бардов» (2003 в Турции), 2005 в Италии и 2007 в Испании).
Автор нескольких песенных альбомов, а также ряда стихотворных публикаций в литературной периодике и поэтических антологиях. Участник II Московского международного фестиваля поэтов (2001).
В качестве исполнителя собственных песен выступает с 1989, сольно, под псевдонимом Данской — с 1994.

## Дискография
Сольно
- 1998 Две истории.
- 1999 Моцарт-минор.

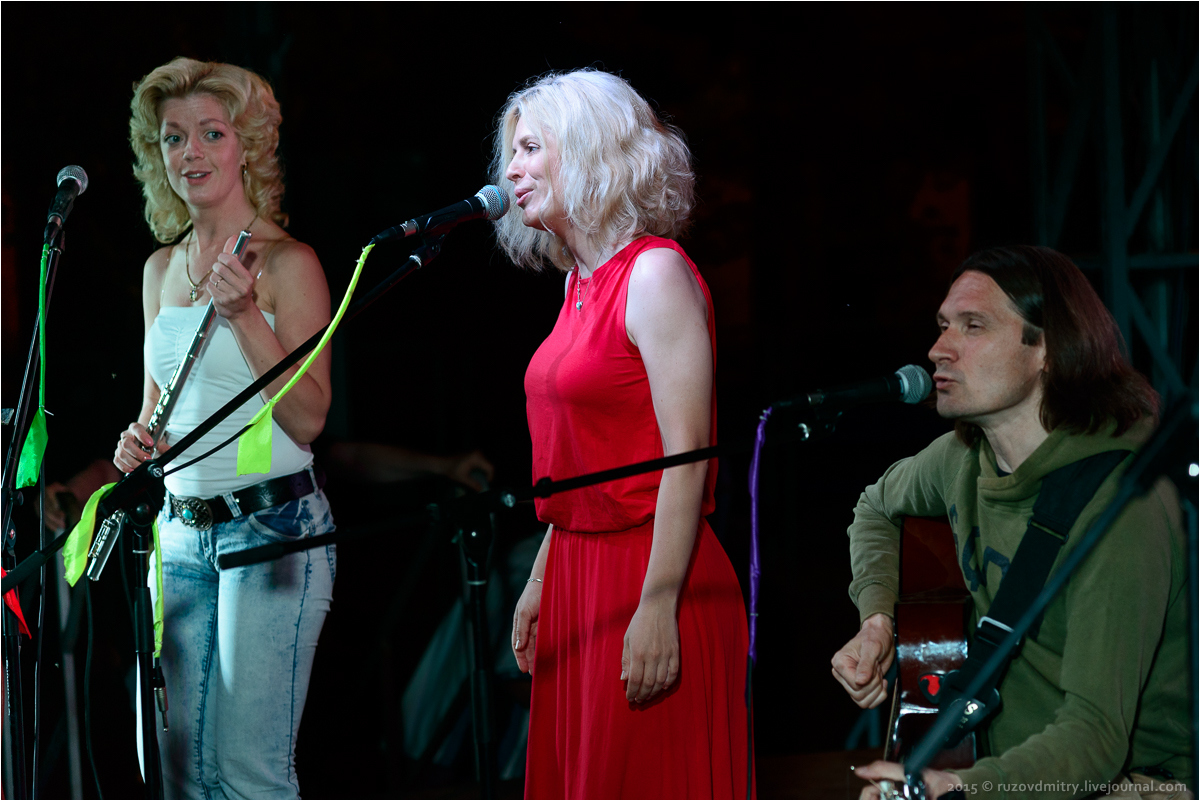
Грушинский фестиваль 2015. Слева — Татьяна Вохмина (флейта), по центру — Ксения Полтева, справа — Григорий Данской

- 2001 Иные широты. Книга песен 1993—2000.
- 2003 Коммивояжёр. Книга песен.
- 2004 На верхней боковой. Книга песен.
- 2006 Провинция. Альбом первый.
- 2007 Провинция. Альбом второй.
- 2009 Dead Moroz и другие П.
- 2016 Зимний альбом.
- 2018 ДАНСКОЙlive,10/15.
- 2019 Песни из АКТРУ.

Григорий Данской и ансамбль «Пятый корпус»
- 2003 Ансамбль бль.
- 2005 Ремейка.
- 2007 Винчестер.
- 2008 Любовь.

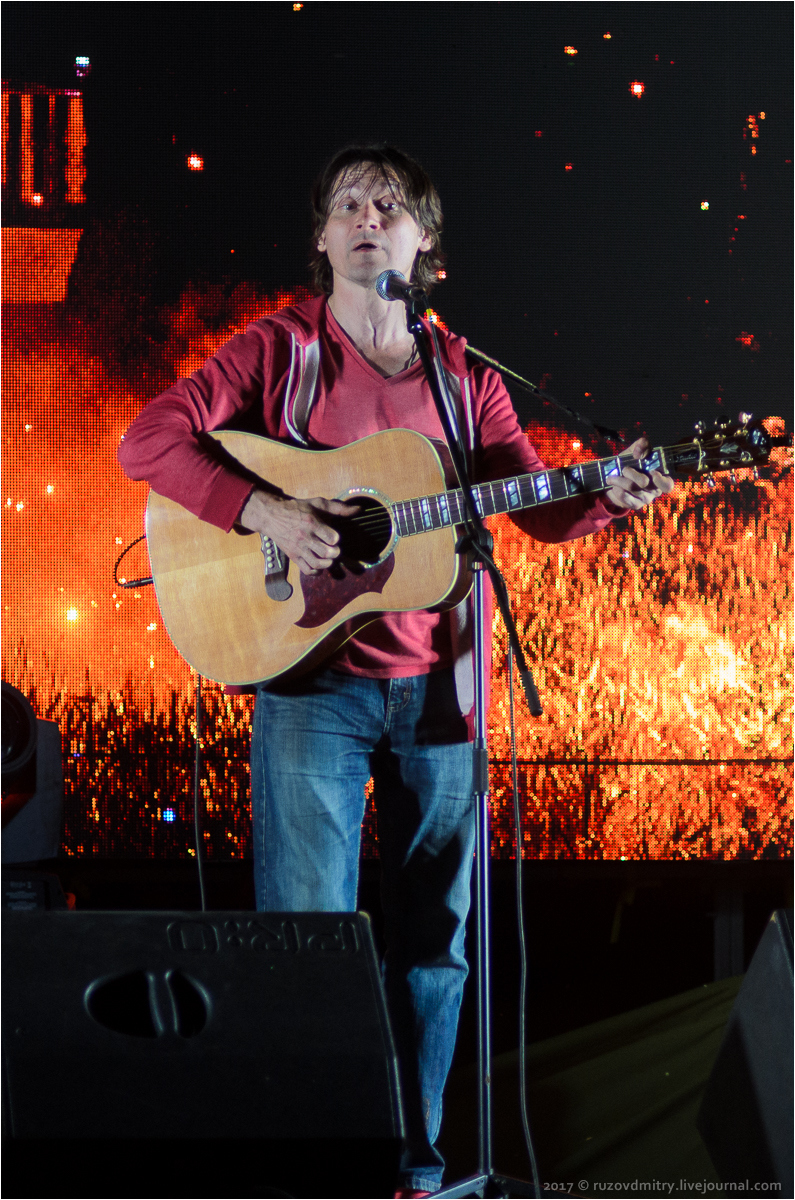
Грушинский фестиваль 2017

- 2009 Экватор (аудиодорожка с DVD).
- 2010 Родина.
- 2011 Ширпотреб (студия «R-Line records», Пермь; на две трети состоит из песен, вошедших в состав альбомов «Винчестер», «Любовь» и «Родина»)[5][6].

Григорий Данской и Ксения Полтева
- 2011 ЕР (Extended Play).